# Perfect Remedy
Perfect Remedy es el décimo noveno álbum de estudio de la banda británica de rock Status Quo, publicado en 1989 por Vertigo Records. Tras su lanzamiento recibió críticas negativas principalmente por su cambio de sonido, ya que se alejaron de su clásico boogie rock para incursionar en nuevos elementos musicales, como por ejemplo el country rock que se puede observar en «Going Down For The First Time».
Esta nueva propuesta de sonido por parte de la banda afectó notoriamente al álbum para posicionarse en las listas musicales del mundo. Por ejemplo en el Reino Unido solo llegó hasta el puesto 49, convirtiéndose en su primera producción de estudio en no ingresar a los top 15 en la lista UK Albums Chart. Aun así, vendió más de 60 000 copias que le valió ser certificado con disco de plata en su propio país.
Además y para promocionarlo se publicaron los sencillos «Little Dreamer» y «Not at All», pero solo este último entró en el conteo inglés de sencillos, donde obtuvo la posición 50.

## Lista de canciones
| N.º | Título                          | Escritor(es)                 | Duración |  |
| 1.  | «Little Dreamer»                | Rossi, Bernie Frost          | 4:04     |  |
| 2.  | «Not at All»                    | Rossi, Frost                 | 2:54     |  |
| 3.  | «Heart on Hold»                 | Bown, Phil Palmer            | 3:36     |  |
| 4.  | «Perfect Remedy»                | Rossi, Frost                 | 4:36     |  |
| 5.  | «Address Book»                  | Rossi, Frost                 | 3:37     |  |
| 6.  | «The Power of Rock»             | Rossi, Parfitt, Pip Williams | 6:04     |  |
| 7.  | «The Way I Am»                  | Edwards, Rich, Mike Paxman   | 3:35     |  |
| 8.  | «Tommy's in Love»               | Rossi, Frost                 | 3:01     |  |
| 9.  | «Man Overboard»                 | Parfitt, Williams            | 4:29     |  |
| 10. | «Going Down For The First Time» | Bown, Edwards                | 4:00     |  |
| 11. | «Throw Her a Line»              | Rossi, Frost                 | 3:34     |  |
| 12. | «1000 Years»                    | Rossi, Frost                 | 3:31     |  |

## Músicos
- Francis Rossi: voz y guitarra líder
- Rick Parfitt: voz y guitarra rítmica
- John Edwards: bajo
- Andy Bown: teclados
- Jeff Rich: batería